# 蘇季哈
49°2′17″N 35°42′48″E / 49.03806°N 35.71333°E
蘇季哈（烏克蘭語：Судиха），是烏克蘭東部的村莊，隸屬哈爾科夫州的別列斯京區。該村始建於1881年，面積0.34平方公里，海拔高度152米，2001年人口100，人口密度每平方公里294.1人。